# Ortega-hypothese
De Ortega-hypothese stelt dat de vooruitgang van de wetenschap in belangrijke mate gedragen wordt door gewone doorsnee-wetenschappers. Volgens deze hypothese komt de wetenschappelijke vooruitgang vooral tot stand door een grote hoeveelheid gemiddelde, sterk gespecialiseerde intellectuele bijdragen. Belangrijke doorbraken leunen sterk op een grote hoeveelheid specifiek en weinig bekend werk, waarzonder de belangrijke doorbraken niet mogelijk waren.

## Citaten-onderzoek
Hoewel de Ortega-hypothese breed wordt gedragen, ondersteunen een aantal systematische studies van wetenschappelijke citaten de rivaliserende “Newton-hypothese”, die juist zegt dat wetenschappelijke vooruitgang vooral het werk is van een relatief klein aantal grote wetenschappers (vergelijk Isaac Newton’s uitspraak dat hij “op de schouders van reuzen stond”).
De belangrijkste wetenschappelijke onderzoeken citeren vooral andere belangrijke onderzoeken, gemaakt door een klein aantal uitnemende wetenschappers. Dit suggereert dat doorbraken niet echt rusten op een grote hoeveelheid marginaal werk. Eerder suggereert de citatenlijst dat het meeste beperkte werk voortbouwt op een klein aantal uitnemende onderzoeken en onderzoekers. Zelfs minder belangrijke publicaties van eminente geleerden worden veel meer geciteerd dan publicaties van andere relatief onbekende wetenschappers, en deze elite-wetenschappers zijn vaak in kleine groepen bij elkaar te vinden op elite-afdelingen en universiteiten. Dit patroon om maar een beperkt aantal wetenschappers te citeren treedt op uiteenlopende terreinen als natuurkunde en criminologie op.
Er is echter nog geen onderzoek dat aantoont dat de telling van citaten de werkelijke invloed van wetenschappelijk werk weergeeft. Zo kan stratificatie van de netwerken van wetenschappers de statistieken vertekenen, en veel schrijvers citeren onderzoeksmateriaal zonder het te lezen of daadwerkelijk beïnvloed te zijn.
Experimentele resultaten in de natuurkunde maken veel gebruik van technieken en vindingen die zijn geprezen door eerdere uitvinders en onderzoekers, maar deze zijn zelden in de citaten terug te vinden. Theoretische publicaties hebben de grootste invloed op toekomstig onderzoek, terwijl rapporten over experimentele resultaten veel minder relevantie hebben maar wel de basis vormen van theorieën. Dit suggereert dat citaatlijsten theoretische publicaties bevoordelen. 

## Naam
De naam van de hypothese heeft betrekking op José Ortega y Gasset, die in De Opstand van de Massamens (in het Spaans: La Rebelión de las Masas, eerder vertaald als: De opstand der horden) verbluffend middelmatige mensen met beperkte specialiteiten het meeste werk in de experimentele wetenschap laat uitvoeren.
Ortega zou het waarschijnlijk oneens zijn geweest met de hypothese die nu naar hem is genoemd. Hij meende juist dat de wetenschap niet wordt voortgedreven door de accumulatie van beperkt werk van middelmatigen, maar dat wetenschappelijke genieën een kader creëren waarin intellectuele doorsneemensen succesvol kunnen werken. Ortega dacht bijvoorbeeld dat Albert Einstein zijn ideeën ontleende aan Immanuel Kant en Ernst Mach om zijn eigen synthese te vormen en dat hij zijn ideeën niet ontleende aan een massa van kleine resultaten geproduceerd door middelmatigen. Volgens Ortega is wetenschap voor het grootste deel het werk van genieën, en deze beïnvloeden vooral elkaar. Alleen op sommige terreinen is systematisch laboratorium-werk nodig, dat bijna iedereen kan doen.
De “Ortega-hypothese” is afgeleid van slechts één element van de theorie van Ortega, niet van de hoofdlijnen ervan. Ortega karakteriseerde dit type onderzoek als “mechanisch werk van de geest” dat geen speciaal talent of zelfs veel begrip van de resultaten vroeg, uitgevoerd door mensen gespecialiseerd in een klein onderdeel van één wetenschap en zonder nieuwsgierigheid daarbuiten.